# Pierino e il lupo
Pierino e il lupo (in russo Петя и волк?, Petja i volk), op. 67, è una composizione del musicista russo Sergej Prokof'ev, scritta nel 1936 dopo il suo ritorno nell'Unione Sovietica. È una fiaba sinfonica scritta per l'infanzia, su testo dello stesso Prokof'ev: per l'esecuzione è richiesta la voce di un narratore e l'accompagnamento dell'orchestra.

## Storia
Nel 1932 Prokof'ev rientrò definitivamente in URSS. La sua speranza era di poter comporre tranquillamente i suoi lavori e in questo primo periodo scrisse infatti diversa musica di scena e la partitura per il film di  Fajncimmer, Il tenente Kiže. Nell'aprile del 1934 però le autorità che vigilavano sulla cultura lo attaccarono violentemente alla prima esecuzione del Canto sinfonico, accusandolo di essere artefice del declino della cultura e minacciando gravi ripercussioni nei suoi confronti. Prokof'ev, dopo parecchi mesi, scrisse un articolo sull'Izvestija in cui tentava di difendere la sua musica e proponendo, per il futuro, opere semplici e orecchiabili che onorassero il popolo sovietico.
Durante questo difficile periodo il musicista passava molto tempo a giocare con i suoi due bambini e prese l'abitudine di frequentare gli spettacoli del Teatro Centrale per l'Infanzia di Mosca; nel 1935 scrisse anche i Dodici pezzi per l'infanzia per pianoforte. Fu in queste occasioni che conobbe Natalija Sac, autorevole direttrice del Teatro che, ritenendo opportuno che si componessero opere anche per i bambini, parlò di questo suo progetto al musicista che accettò subito di partecipare con entusiasmo. Prokof'ev ideò in poco tempo una partitura sinfonica di circa 20 minuti su un testo scritto di sua mano. Pierino e il lupo fu composto nel mese di aprile 1936 in sole due settimane all'Hotel Metropol' dove il compositore soggiornava, in attesa di trasferirsi con la famiglia nell'appartamento messogli a disposizione dal governo.
La prima esecuzione del lavoro avvenne a Mosca al Teatro Nezlobin il 2 maggio 1936 con l'orchestra diretta dallo stesso Prokof'ev. L'esito non fu buono, il pubblico era scarso e prestò poca attenzione. Il successo arrivò man mano con le repliche, fino a un vero trionfo negli Stati Uniti al punto che il coreografo Adolph Bolm creò il balletto Pierino e il lupo a New York. Il compositore non poteva prevedere l'enorme successo che avrebbe riscontrato da allora in poi la sua opera, diventata un classico apprezzatissimo da adulti e bambini.

## Sinossi
C'era una volta...
Beh! Questa è una fiaba musicale e,
siccome tutte le fiabe hanno dei personaggi,
in questa ognuno di essi è rappresentato da un diverso strumento musicale.»
La vicenda narrata è considerata semplice, ma allo stesso tempo coinvolgente, grazie anche alla presenza dei personaggi comprimari quali il nonno, l'uccellino, l'anatra, il gatto. 
Pierino è un giovane pioniere che ha per amici un uccellino, un'anatra e un gatto quando, a un certo punto, vede aggirarsi nei boschi un lupo. Pierino decide di eliminare il lupo, ma il suo severo nonno considera questa impresa troppo pericolosa per lui e perciò non gli permette di svolgerla. Pierino però non ha paura e non vuole dar peso alle parole del nonno rimanendo determinato a occuparsi del lupo, ma il nonno trascina Pierino nel giardino e chiude il cancello per impedire al nipote di uscire.
Pierino vede l'anatra farsi una nuotata nello stagno mentre il gatto cerca di catturare l'uccellino che si rifugia sui rami di un albero; in quel momento arriva il lupo che si aggirava nei boschi e il gatto, impaurito, raggiunge l'uccellino sull'albero.
L'anatra, presa dal panico, corre sulla riva del lago, ma viene ingoiata viva dal lupo.
Pierino assiste alla scena mentre l'uccellino svolazza davanti al muso del lupo per distrarlo. Successivamente l'uccellino va ad avvertire dei cacciatori, dicendo loro che Pierino sta rischiando di venire mangiato dal lupo; il bambino, nel frattempo, prende una corda robusta, la lega alla coda del lupo e annoda l'altro capo a un ramo dell'albero.
In quel momento arrivano i cacciatori a suon di spari; Pierino fa notare che il lupo ormai è già stato sconfitto e chiede loro un aiuto per portarlo al giardino zoologico. Con una marcia trionfale il giovane pioniere conduce il corteo seguito dai cacciatori che trascinano il lupo, quindi dal nonno e dal gatto ed entrano tutti in paese mentre si sente l'anatra, ancora viva, che fa "qua qua" dalla pancia del lupo.

## Organico
La partitura di Pierino e il lupo è realizzata per voce recitante e orchestra.
L'orchestra richiede:
- legni: flauto traverso, oboe, clarinetto, fagotto;
- ottoni: tre corni, tromba, trombone;
- percussioni: timpani, triangolo, tamburello basco, castagnette, piatti, tamburo e grancassa;
- archi: violini, viole, violoncelli e contrabbassi.

## Analisi
Scrivendo opere per l'infanzia Prokof'ev si mise al riparo dalle critiche della Commissione per la Cultura, i brani erano infatti semplici e orecchiabili, senza alcuna implicazione che potesse dare adito ad accuse. La musica di Pierino e il lupo è di fatto molto semplice, ma tutt'altro che banale, è pensata soprattutto per far familiarizzare i giovani ascoltatori con gli strumenti dell'orchestra; lo scopo educativo dell'opera è infatti essenzialmente artistico e non morale, anche se il cattivo della storia, il lupo, viene comunque punito. Prokof'ev voleva che prima della rappresentazione gli strumenti venissero fatti conoscere ai bambini e che si facessero ascoltare i temi conduttori, in modo che potessero riconoscerli durante l'esecuzione.
La storia richiama i racconti tradizionali russi dove gli animali agiscono in modo simile agli esseri umani e la si può anche considerare come Cappuccetto Rosso rivisitato, con un finale senza crudeltà, dove tutto si conclude bene.
I ritratti musicali sono divertenti e acuti, si basano ognuno su un motivo ricorrente, ossia brevi melodie che sottolineano i movimenti di ogni personaggio; ognuno ha come riferimento uno strumento musicale di volta in volta diverso. I trilli e gli svolazzamenti dell'uccellino sono espressi dal flauto traverso; l'andamento lento e goffo dell'anatra dall'oboe; il carattere indolente del gatto dal timbro vellutato del clarinetto; la voce profonda del nonno dal registro del fagotto; l'ululato spaventoso del lupo da tre corni; l'incedere saltellante di Pierino dal quartetto d'archi; l'arrivo dei cacciatori dai legni e gli spari dei loro fucili dai timpani e dalla grancassa.

## Realizzazioni coreografiche
Il 13 gennaio 1940 il coreografo Adolf Bolm portò sulle scene una sua versione danzata della composizione. La prima rappresentazione fu a New York al Center Theatre con scene e costumi di Lucinda Ballard. Interpreti furono Eugene Loring (Pierino), William Dollar (il lupo), Viola Essen (l'uccellino), Karen Conrad (L'anatra), Nina Stragonova (il gatto).
Altre realizzazioni furono a opera di Frank Staff a Londra nel 1940 con il Ballet Rambert, da Gustav Blank nel 1954 con il balletto dell'Opera municipale di Berlino, da Patrick Belda nel 1966 con il Ballet du XXe siècle.

## Altri adattamenti
- Pierino e il lupo (Peter and the Wolf), regia di Clyde Geronimi cortometraggio d'animazione, inserito nel film Musica maestro del 1946 prodotto da Walt Disney.
- Il racconto Peter e il lupo della scrittrice britannica Angela Carter, pubblicato una prima volta nel 1980 e poi compreso nella raccolta Venere nera, è una reinterpretazione in chiave horror della vicenda.
- Peter and the wolf: A Prokofiev Fantasy è un progetto di Claudio Abbado realizzato nel 1993 che include una registrazione in studio dell'opera e una messa in scena teatrale con attori e marionette distribuita per VHS e DVD.  La storia è narrata in originale da Sting, mentre esiste una versione italiana con Roberto Benigni .
- Pierino e il lupo (Peter and the Wolf), regia di Chuck Jones (1995), con Kirstie Alley, Ross Malinger e Lloyd Bridges - mediometraggio in tecnica mista.
- Pierino e il Lupo, regia e voce recitante di Lucio Dalla (2005) - spettacolo musicale.
- Pierino & il lupo (Peter & the Wolf), regia di Suzie Templeton (2006) - cortometraggio d'animazione in stop-motion.